# Klaus-Gunther Wesseling
Klaus-Gunther Wesseling (* 1961) ist ein deutscher Theologe und Geistlicher. 

## Leben
Klaus-Gunther Wesseling studierte Evangelische Theologie in Mainz und ist Pfarrer der Evangelischen Kirche in Hessen und Nassau (im Schuldienst). Von 1989 bis 1996 war er Pfarrer von Bermbach und Heftrich. Er arbeitet heute als Schulpfarrer an der Pestalozzischule in Idstein, ist dort Vertrauenslehrer und leitet seit 2003 gemeinsam mit Harald Hess und Katja Meßwarb die Musical-AG der Schule.
Wesseling ist Verfasser von über 200 Artikeln im Biographisch-Bibliographischen Kirchenlexikon.

## Schriften
- Walter Benjamin: Eine Bibliographie. Bautz, Nordhausen 2003, ISBN 3-88309-139-1
- Anmerkungen zur Bildebene des Gleichnisses vom ungerechten Verwalter (Lk 16,1ff). In: Luise und Willy Schottroff (Hrsg.): Die Auslegung Gottes durch Jesus. Festschrift für Herbert Braun zum 80. Geburtstag. Mainz 1983, S. 116–141.
- Mutmaßungen über den Anlaß des Martyriums von Ignatius von Antiochien. In: Vigiliae Christianae, Band 40 (1986), S. 105–117.
- Erwägungen zum geschichtlichen Ort der Apologie des Aristides. In: Zeitschrift für Kirchengeschichte, Band 97, (1986), S. 163–188.